# Fains-Véel

Fains-Véel este o comună în departamentul Meuse din nord-estul Franței. În 2010 avea o populație de 2.255 de locuitori.

## Evoluția populației
| An        | 1975  | 1982  | 1990  | 1999  | 2006  | 2010  |
| --------- | ----- | ----- | ----- | ----- | ----- | ----- |
| Populație | 2.588 | 2.513 | 2.447 | 2.290 | 2.283 | 2.255 |